# Platzpatrone

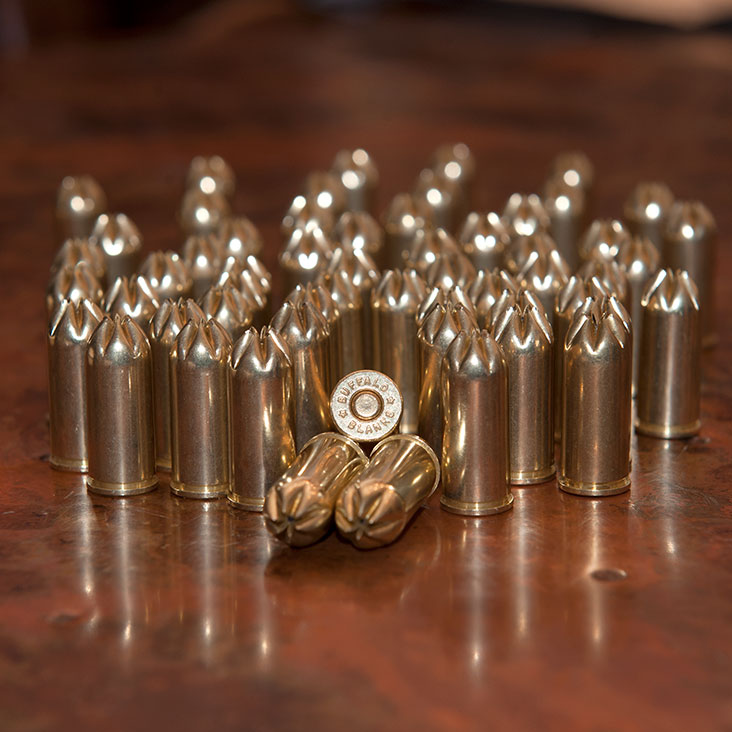
Platzpatronen für Handfeuerwaffen

Unter einer Platzpatrone oder Manöver- bzw. Darstellungsmunition versteht man eine Patrone, die beim Auslösen des Schusses kein Geschoss bzw. Projektil freisetzt und abfeuert. Der Knall der Explosion der Treibladung simuliert einen tatsächlich gefeuerten scharfen Schuss. Weitere alternative Bezeichnungen sind Blind-, Knall-, Salut- und Übungspatrone, in der Schweizer Armee auch Markiermunition. Technisch und rechtlich korrekt spricht man von Kartuschenmunition (Waffengesetz Anlage 1 (zu § 1 Abs. 4) Begriffsbestimmungen).

## Anwendung

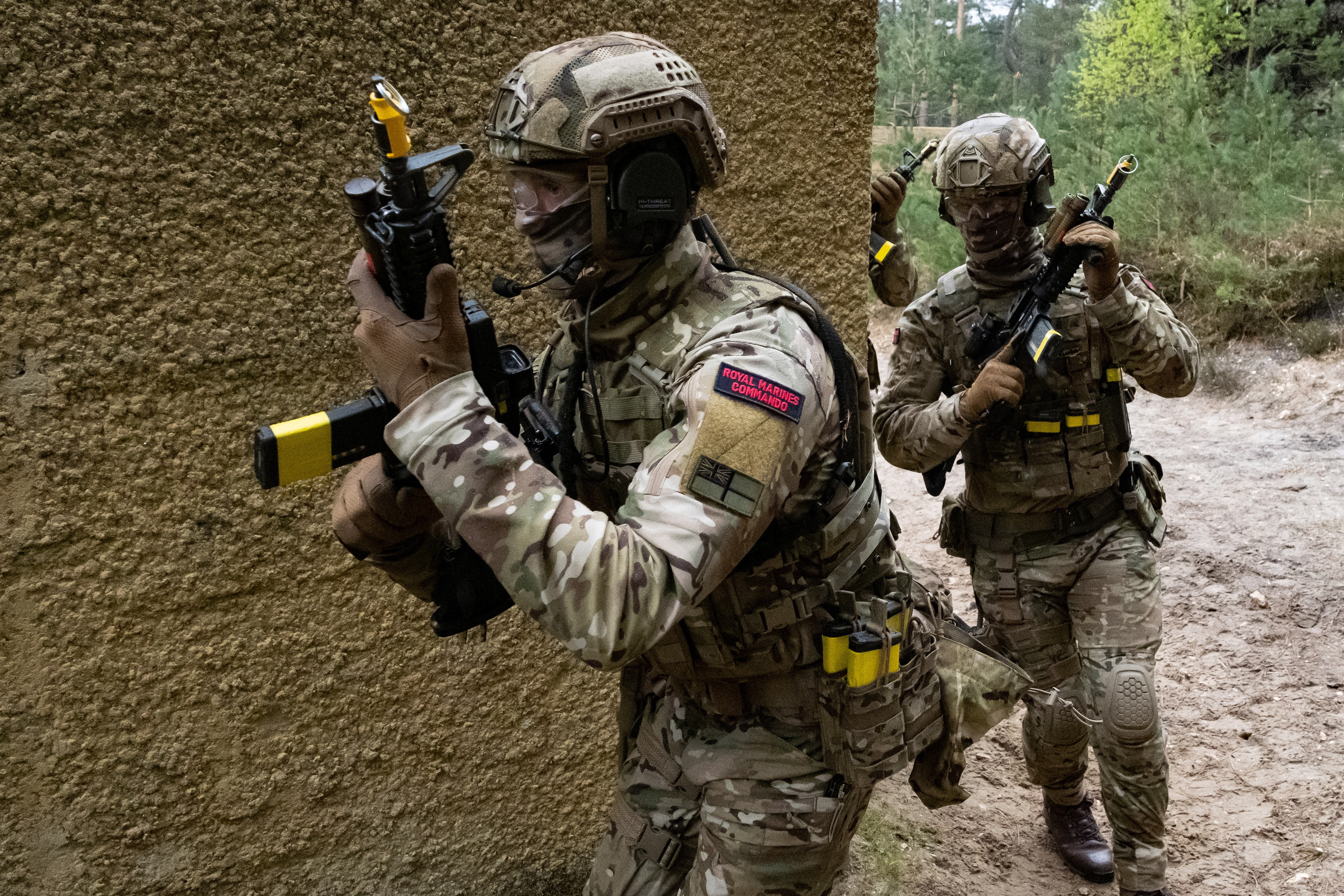
Mit Platzpatronen gefüllte Magazine wurden farblich gekennzeichnet

Platzpatronen dienen aus Sicherheits- oder Kostengründen bei militärischen Gefechtsübungen als Ersatz für scharfe Munition und können zusammen mit dem Lasersimulator (zum Beispiel Ausbildungsgerät Duellsimulator oder Multiple Integrated Laser Engagement System) verwendet werden.

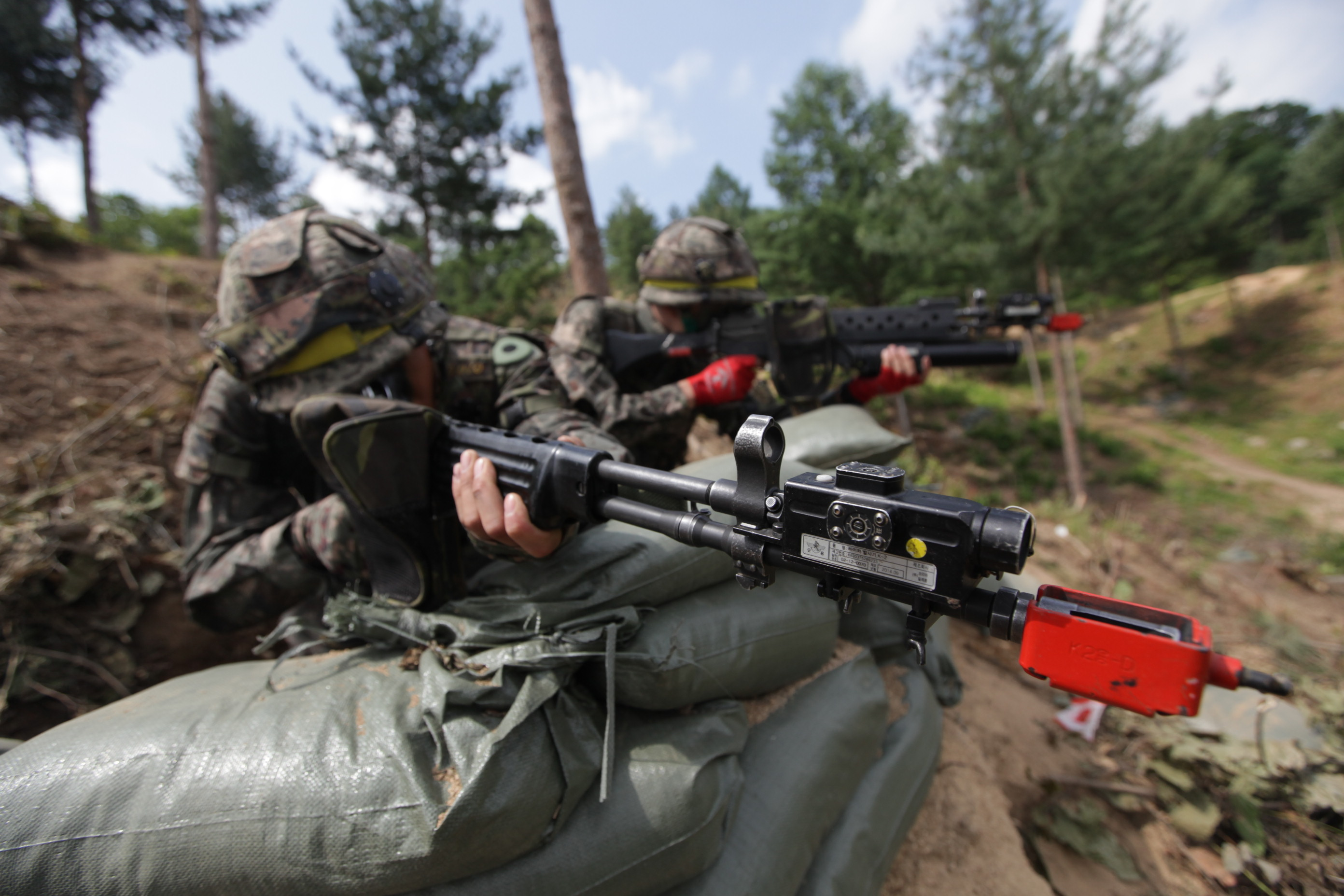
Daewoo K2 mit Manöverpatronengerät und MILES-System

Im militärischen Zeremoniell werden Platzpatronen bei Salutschüssen oder Ehrensalven verwendet.
Treibpatronen sind Platzpatronen mit einer stärkeren Treibladung. Diese werden in Leinenwurfgewehren und zum Verschießen von Gewehr- und Tränengasgranaten verwendet.
Bei Film- und Fernsehproduktionen kommen, wenn geschossen wird, fast ausschließlich Platzpatronen zum Einsatz. Dies dient vor allem der Sicherheit, zumal jegliche Auswirkungen einer echten Patrone und das Aussehen von fliegenden Leuchtspurgeschossen durch Filmtrick und CGI realistisch nachgeahmt werden können.
Bei der Neuinszenierung geschichtlicher Ereignisse werden Platzpatronen häufig verwendet.
Im Sport werden sie in Startpistolen zum Auslösen eines Startsignals verwendet.
In Schreckschusspistolen dienen sie auch zum Verschießen von Leuchtmunition.
Im Bauwesen werden sogenannte Treibkartuschen mit nitroglycerinhaltigem Nitrocellulosepulver als Treibmittel zum Setzen von Stahlnägeln genutzt. Die üblichen DX-Cartridges des Herstellers Hilti bestehen aus messingfarbigem Blech und einer Füllung aus 105–410 mg Nettoexplosivstoffmasse. Die Kaliber sind 5,5 (0,22 Zoll), 6,3 oder 6,8 (0,27 Zoll) mm × 10–18 mm Länge. Am Boden steht rundum ein Wulstrand vor, der gefüllt mit Initialsprengstoff der Zündung durch einen Schlagbolzen dient. Vorne ist die Kartusche durch mehrfache Einfaltung des Blechs unvollständig geschlossen. Ein mit der Treibladung beschleunigter Kolben schlägt auf einen gehärteten Stahlnagel mit typisch 4 mm Durchmesser und ballig geschliffener Spitze, der 10 mm Baustahl durchdringen oder in Beton eindringen kann. Im Fall des Hilti Bolzensetzgeräts DX 860-ENP kann die Schlagenergie bis zu 609 J betragen.
In der Tierschlachtung werden Platzpatronen als Treibladung für Schlachtschussapparate verwendet.
Bei Startpatronen handelt es sich um Platzpatronen, welche nicht bei einer Waffe oder Ähnlichem Verwendung finden, sondern zum Starten von Motoren verwendet wird. Das Prinzip wird auch Coffman-Starter genannt. Der Gasdruck der Patrone bringt, wie ein elektrischer Anlasser, den Motor so weit in Schwung, dass dieser von alleine weiterläuft.

In der Schädlingsbekämpfung werden Platzpatronen als Ladung für Wühlmausschussgeräte verwendet.

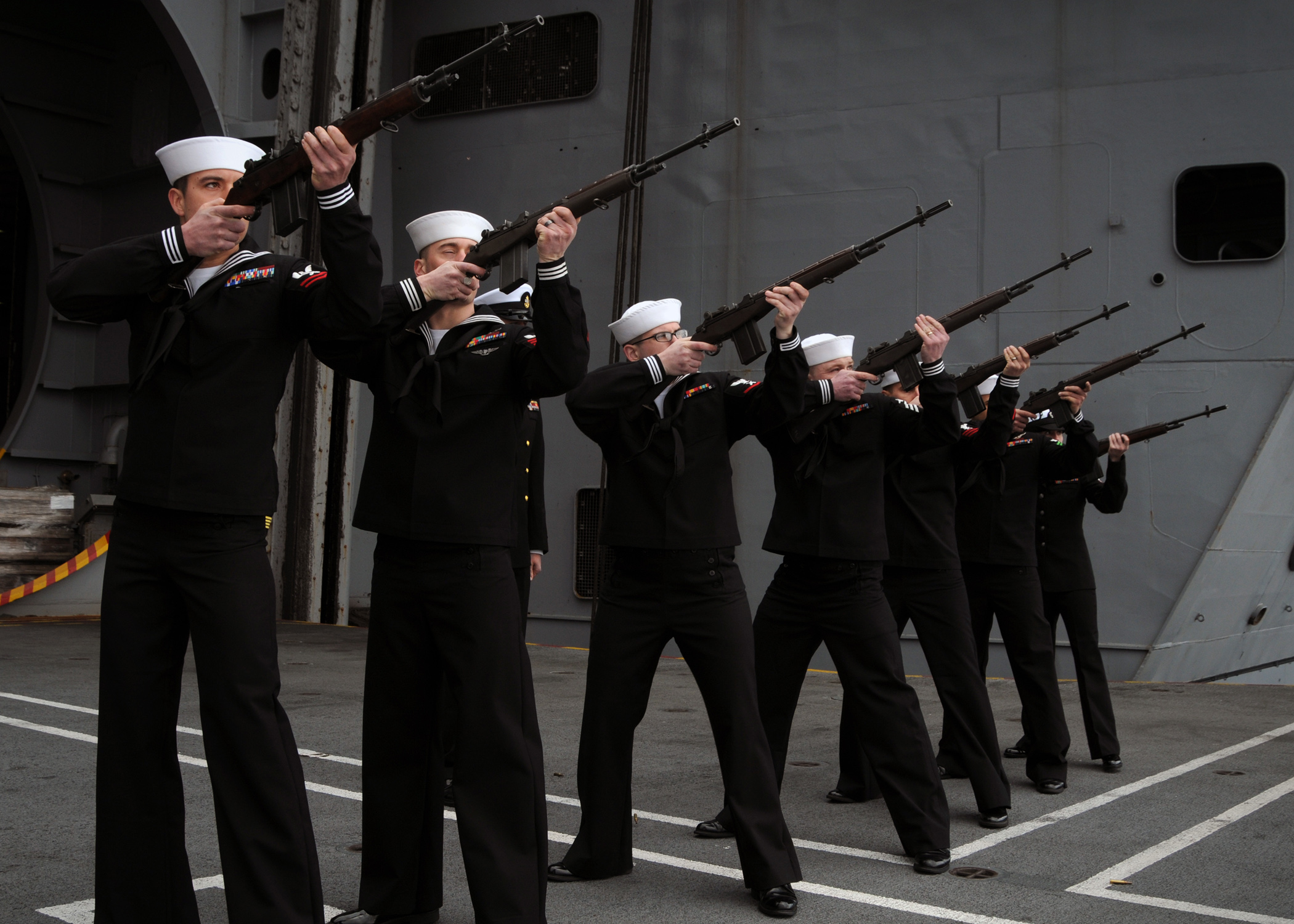
Salutschüsse werden mit einem M14 abgefeuert
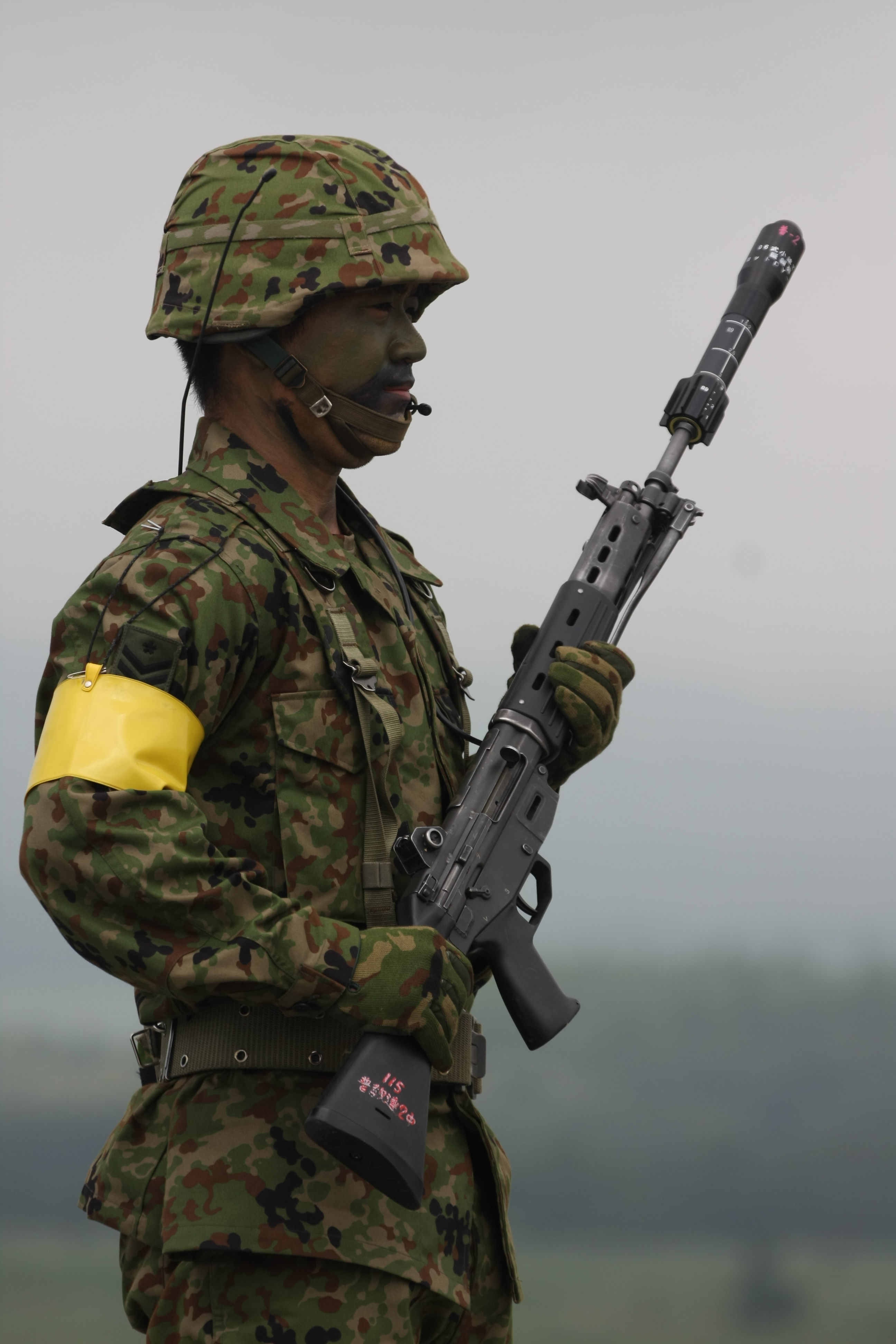
Gewehrgranate auf der Mündung eines Howa Typ 89
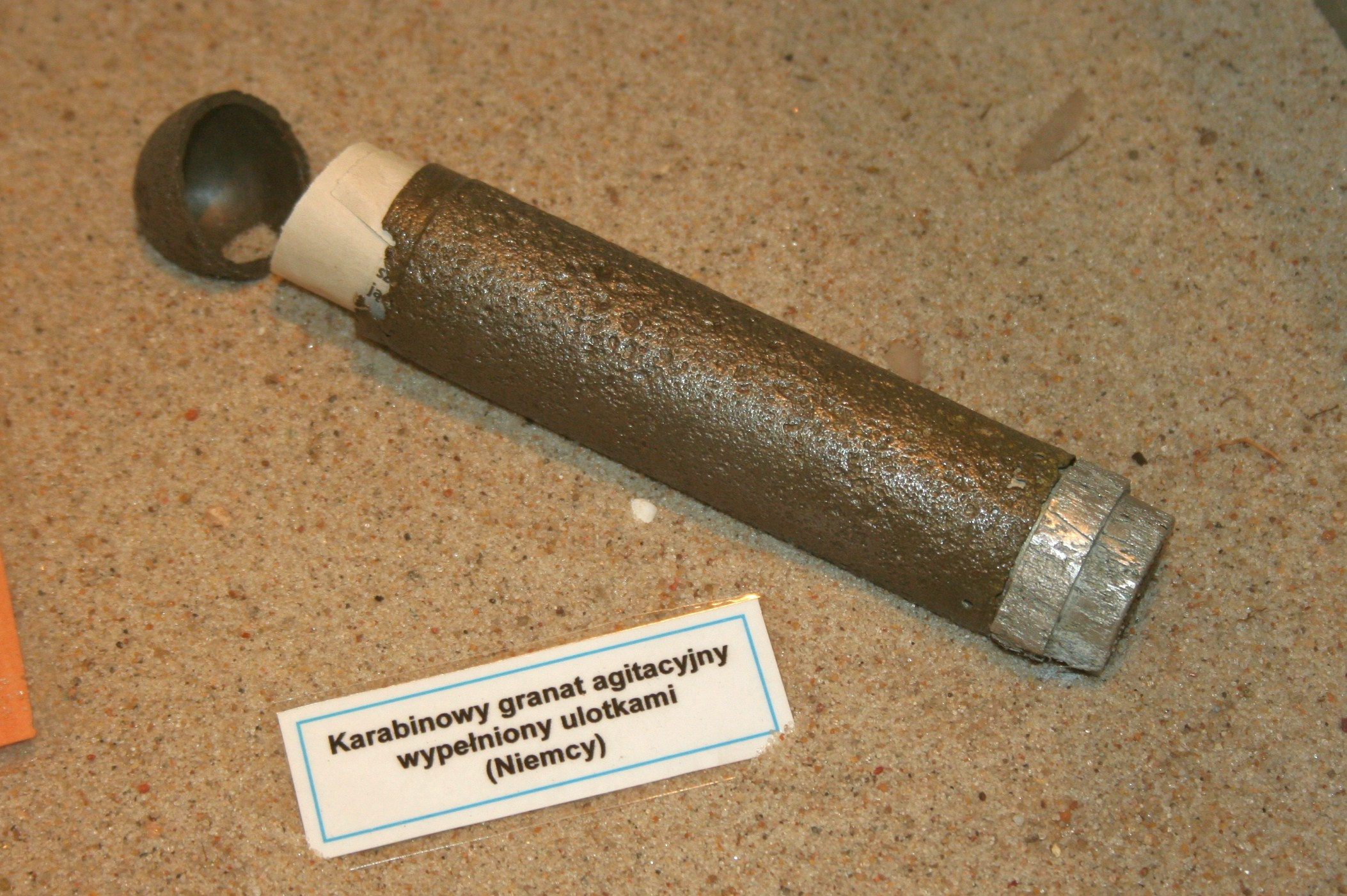
Propaganda-Gewehrgranate zum Verschießen von Propaganda-Flugblättern
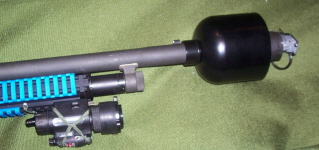
Mossberg 500 mit Schießbecher zum Verschießen von Tränengasgranaten
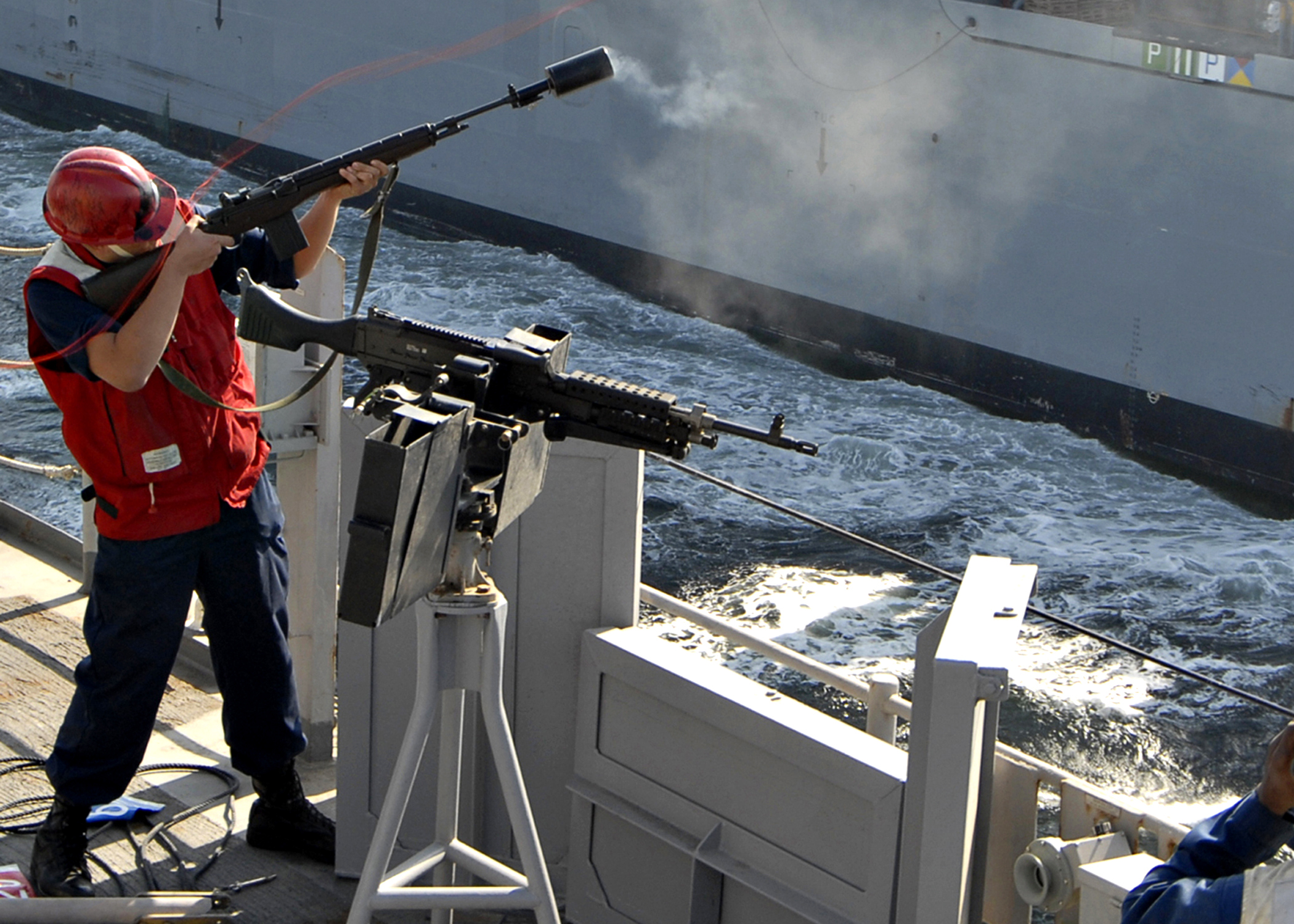
M14 wird als Leinenwurfgewehr verwendet
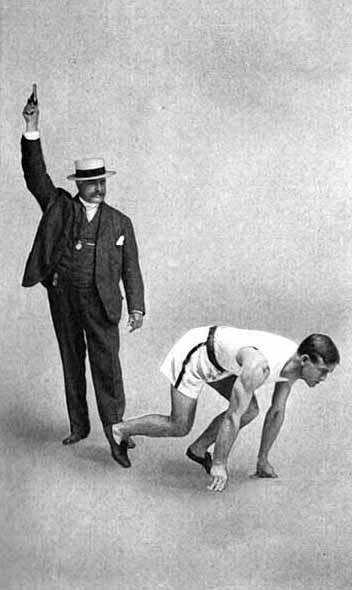
Verwendung in einer Startpistole
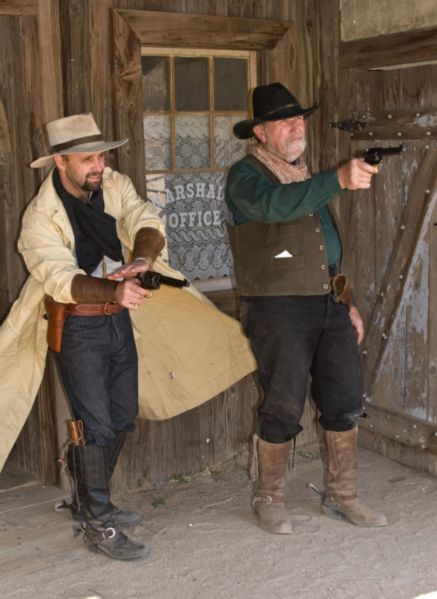
Revolver in einer Wild West Show
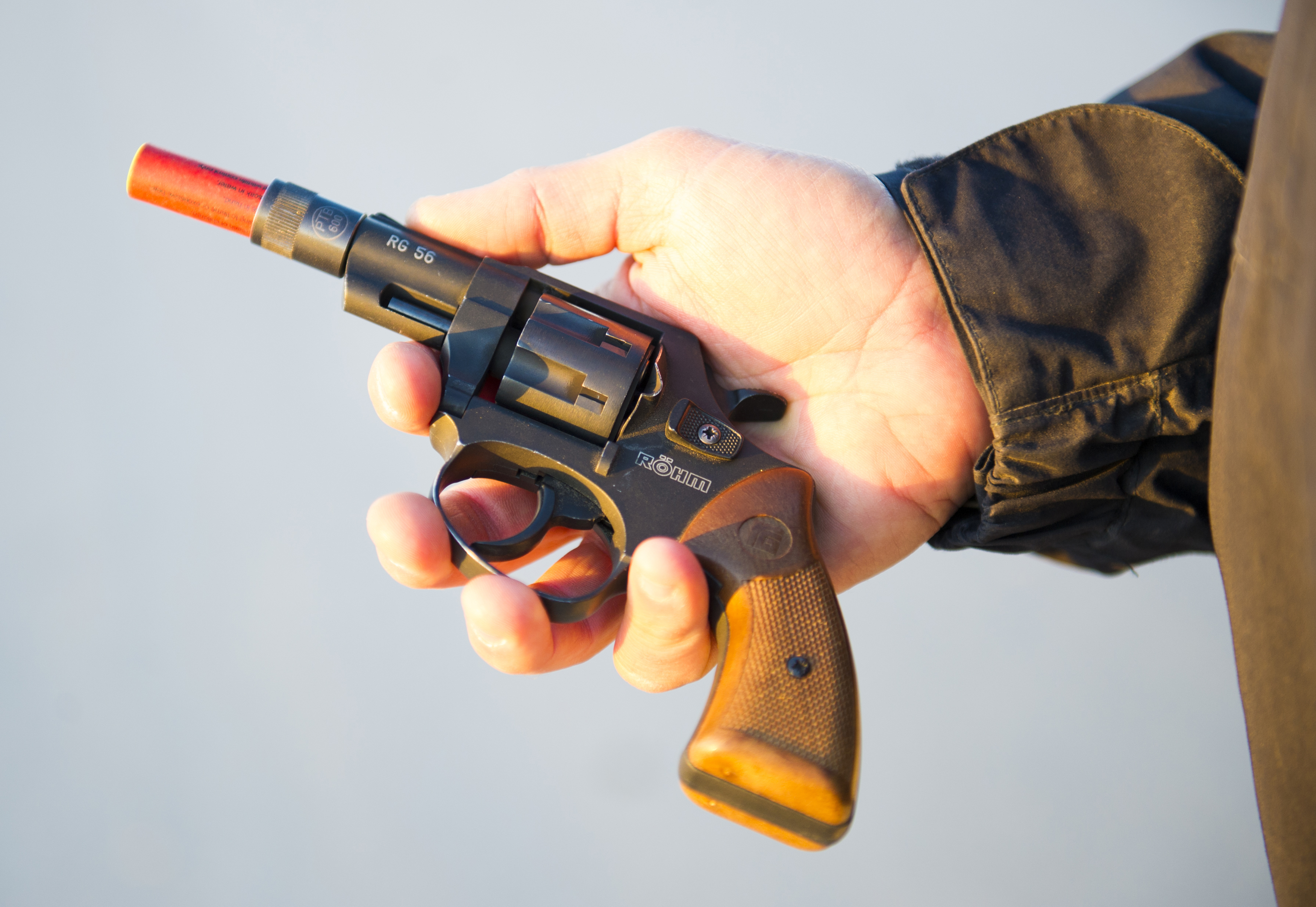
Schreckschussrevolver mit aufgeschraubtem Abschussbecher für pyrotechnische Munition
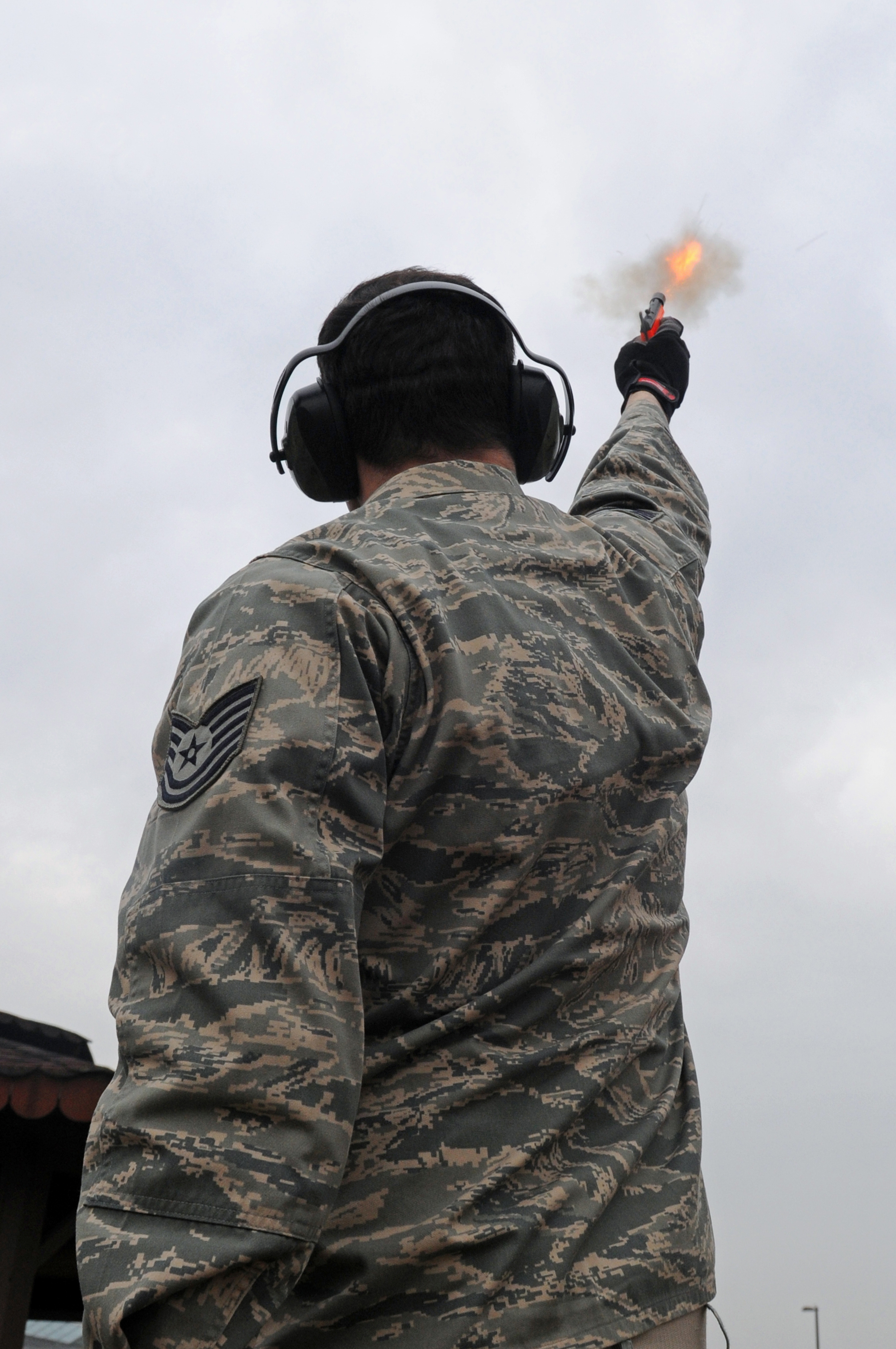
Schreckschusspistole wird zum Verscheuchen von Vögeln auf einem Militärflugplatz abgefeuert
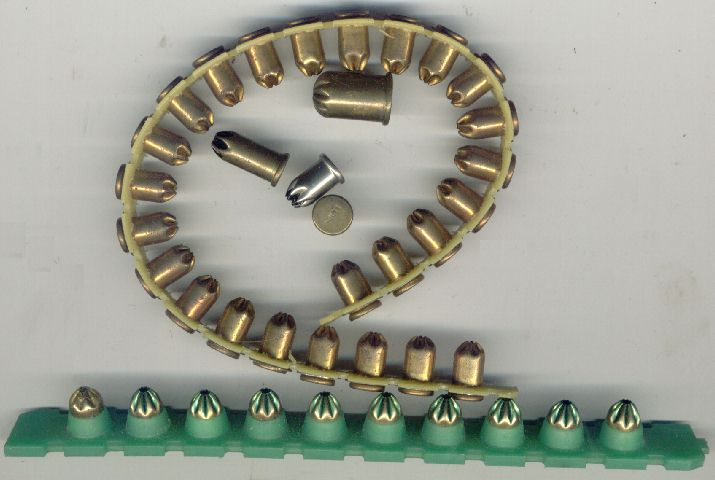
Platzpatronen zur Verwendung in einem Bolzensetzgerät
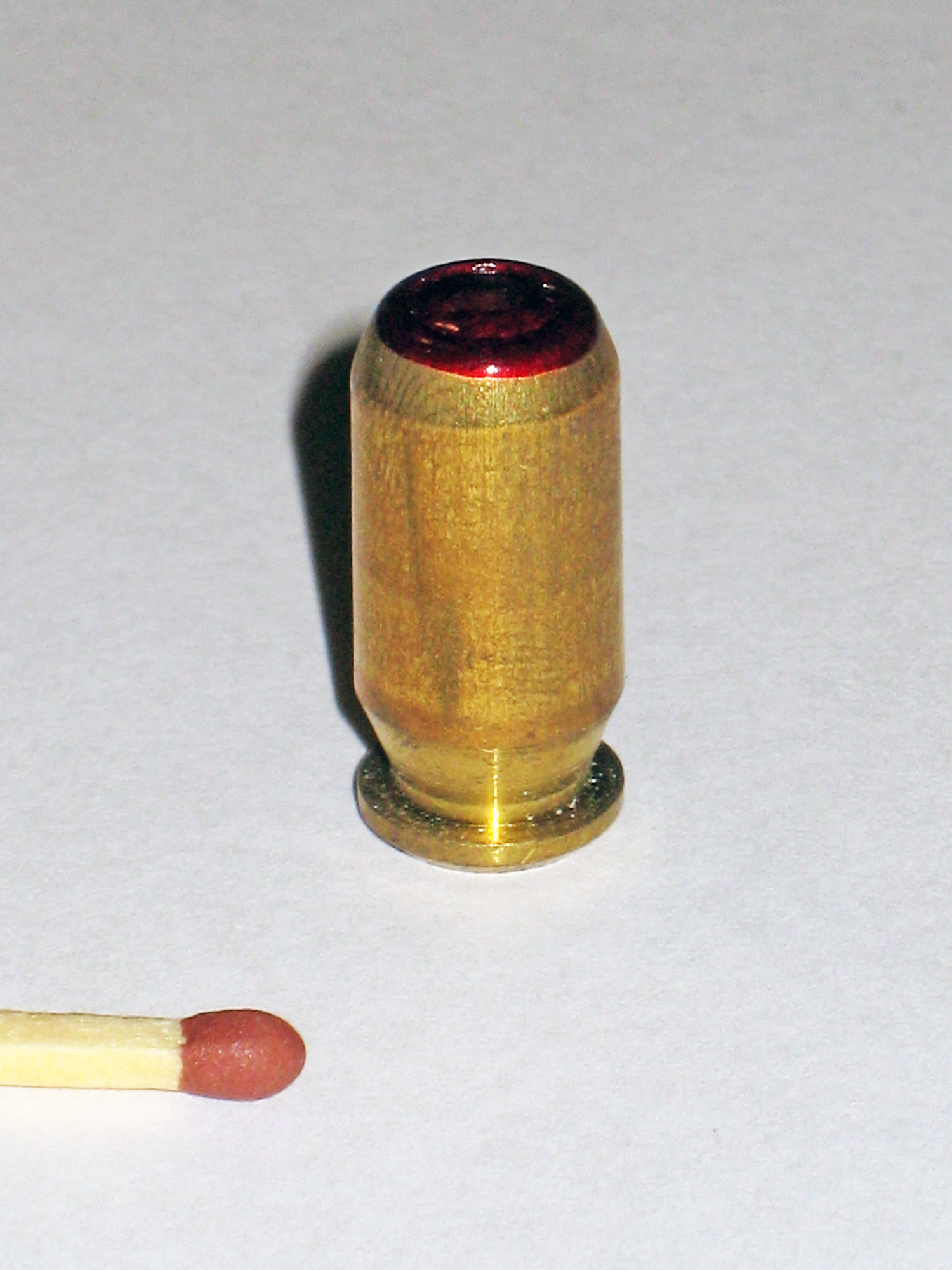
Zündpatrone für einen Flammenwerfer
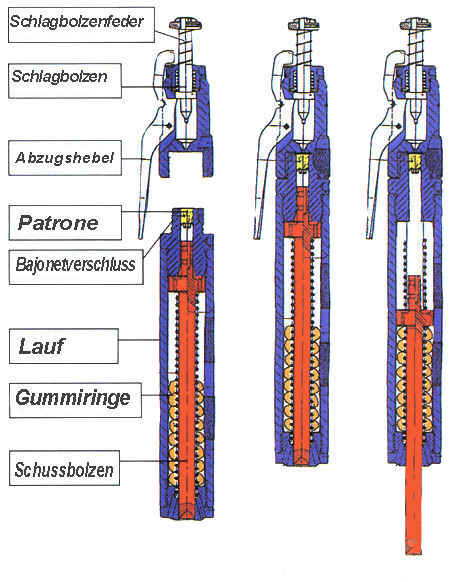
Platzpatrone (gelb) in einem Schlachtschussapparat

## Aufbau
Im Aufbau unterscheidet sich eine Platzpatrone von einer scharfen Patrone durch das Fehlen eines Geschosses und die dadurch notwendigen Modifikationen: Viele Platzpatronen haben einen gekrimpten Hülsenmund (beispielsweise 7,62 × 51 mm oder 9 mm Platzrand für Revolver), also eine oben zusammengefaltete Hülse. Andere Patronen wie zum Beispiel 9 mm Platz P.A.K für Pistolen haben eine Plastikkappe, die, wie die Krimpung auch, dem Fixieren des Pulvers und dem Druckaufbau dient.
Ein weiteres Merkmal bei Kalibern, die aus scharfen Waffen verschossen werden, ist meist eine Tastsicherung, um ein Verwechseln mit scharfer Munition auszuschließen (zusätzliche Tastmerkmale wie Rillen oder ähnliches). Munition, die ausschließlich für Salutwaffen vorgesehen ist, hat meist keine zusätzliche Kennzeichnung, da konstruktive Merkmale an Waffen und Munition ein Verschießen von scharfer Munition aus Salutwaffen verhindern.
Bei Gasdruck- und Rückstoßladern, wie zum Beispiel dem Gewehr G36, muss oft ein Manöverpatronengerät auf die Laufmündung geschraubt werden, um einen ausreichenden Druck zum selbsttätigen Laden der Waffe zu erzeugen. Außerdem vermindert das Manöverpatronengerät die Verletzungsgefahr. Die Manövermunition muss ggf., neben dem Knalleffekt, die Energie aufbringen um die Mechanik der Waffe zu bedienen bzw. das Mündungsfeuer simulieren.

Platz- und Manövermunition
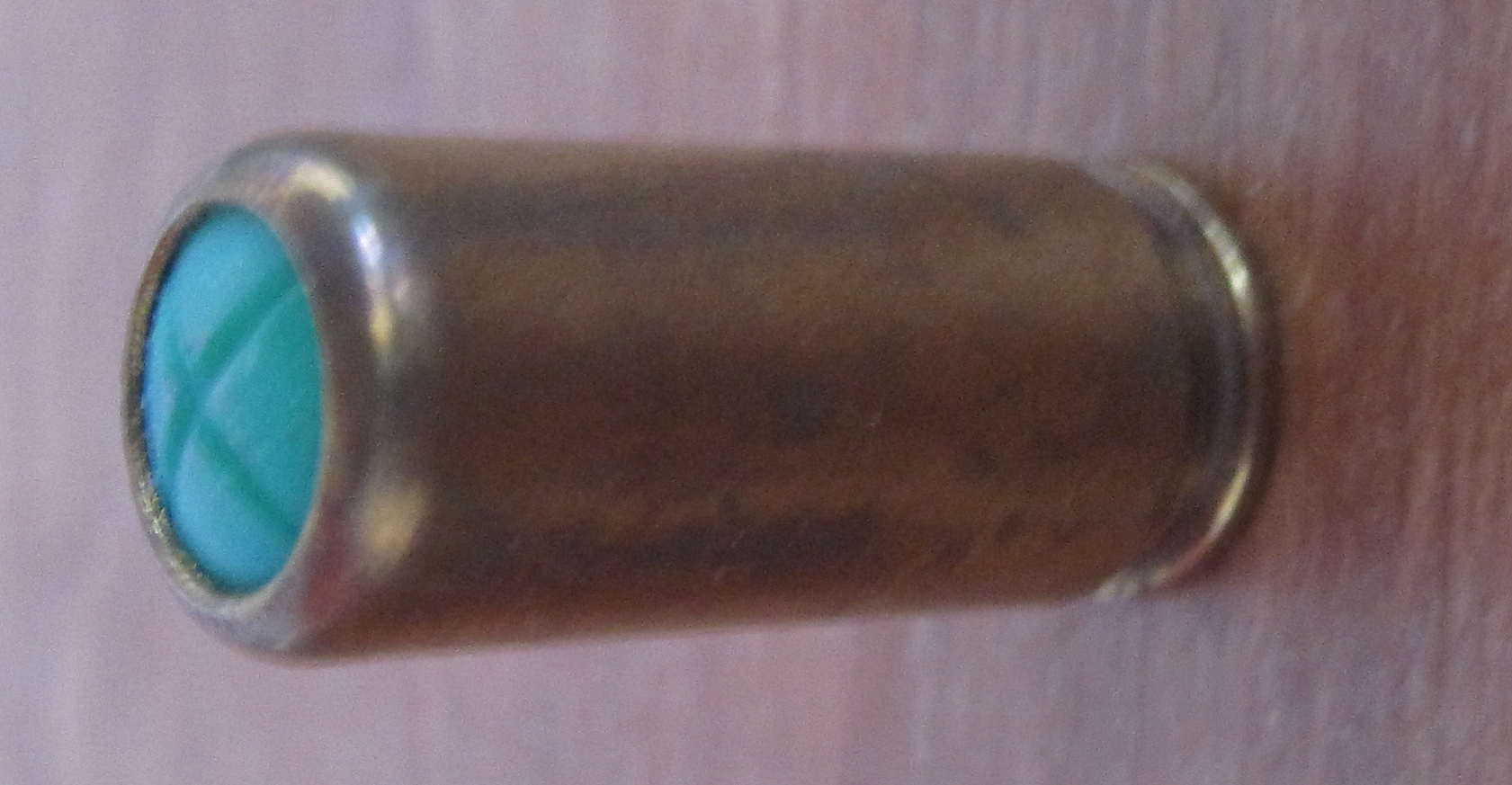
9 mm P.A.K. mit blauer Abschlusskappe
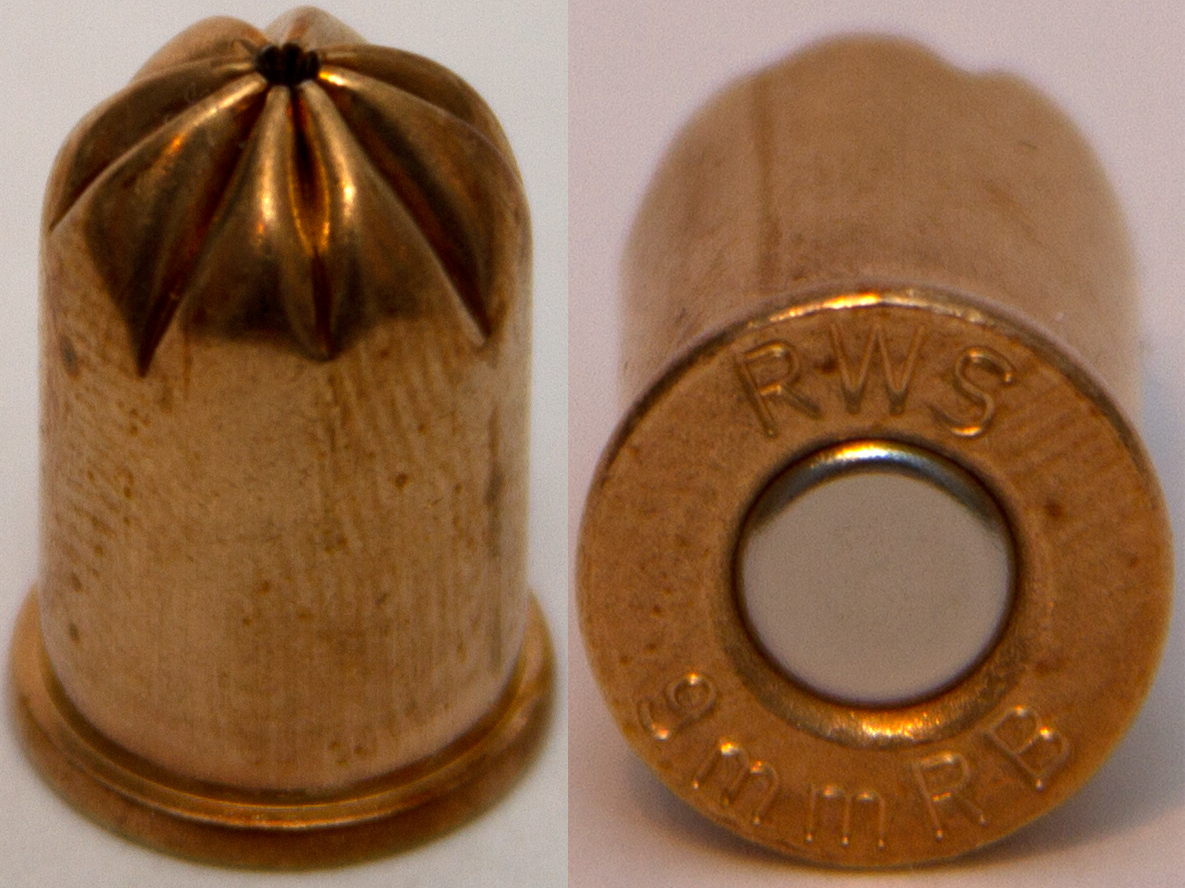
Platzpatrone für eine Schreckschusswaffe 9 mm
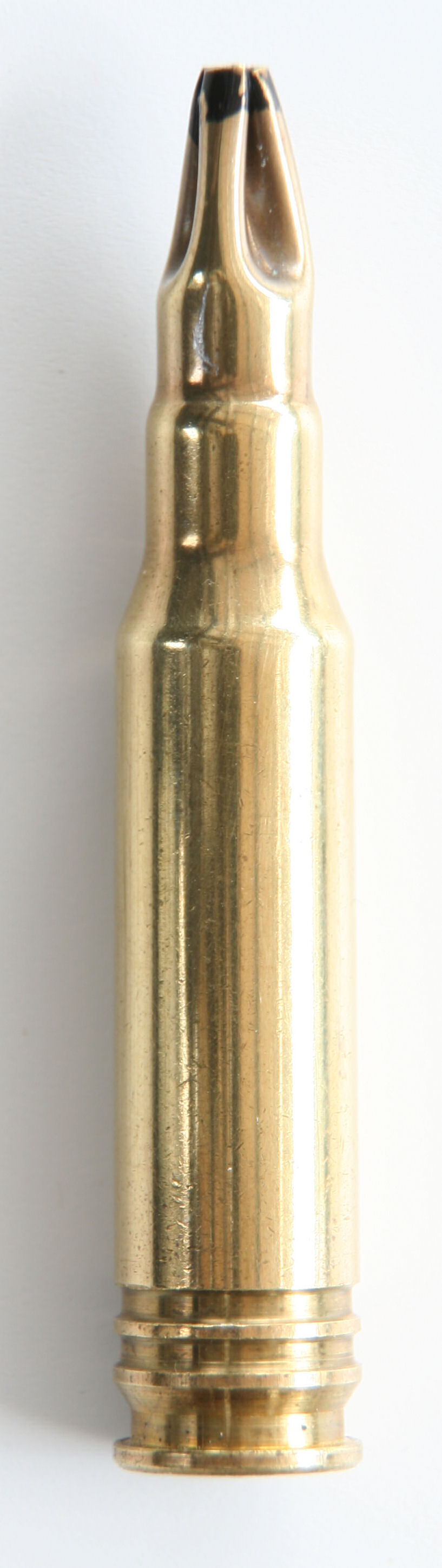
Manöverpatrone aus Messing, 7,62 × 51 mm NATO
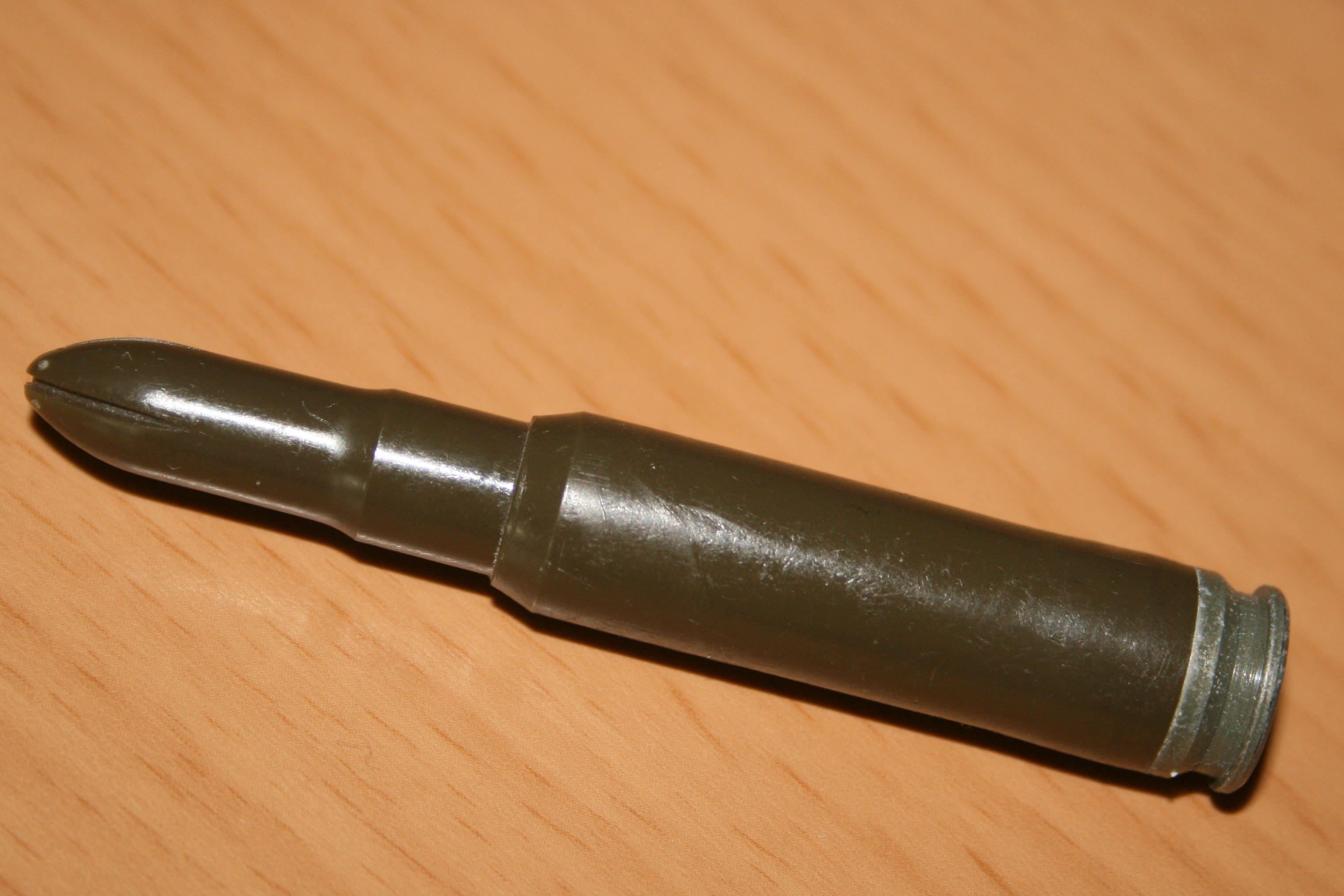
Manövermunition im Kaliber 7.62 × 51 mm, Kunststoff, Nato Oliv,
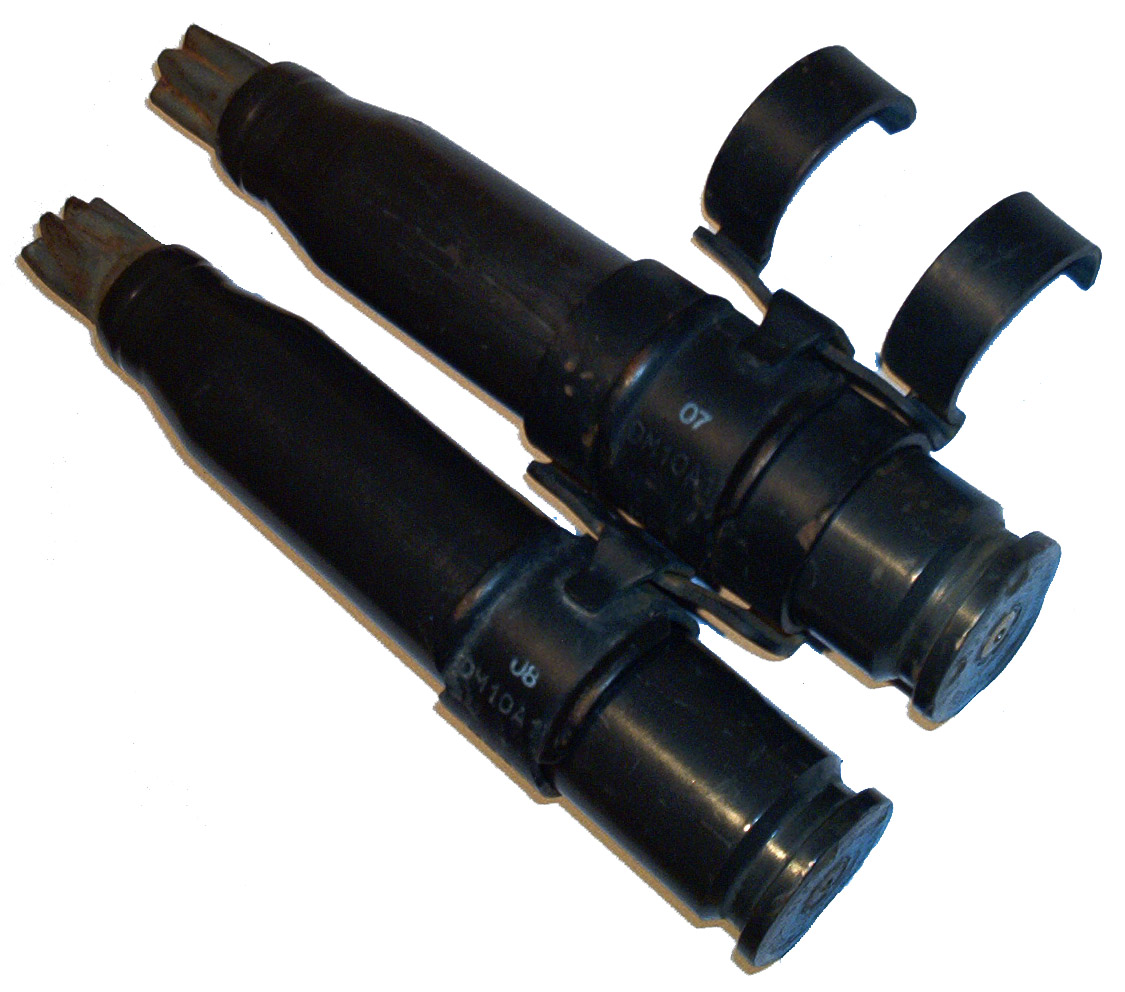
Manövermunition im Kaliber 20 × 139 mm

## Sicherheit
Platzpatronen sind nicht gefahrlos. Durch die Pulvergase, mitgerissene Patronenteile oder Fremdkörper sowie durch den Druck der austretenden Gase können bei aufgesetzten Schüssen beziehungsweise unmittelbarer Nähe zu Personen schwere Verletzungen (vor allem an den Augen) oder gar der Tod verursacht werden. Viele Platzpatronen werden zudem von scharfer Munition abgeleitet, bei denen die Kugel entfernt wird, und die Hülse durch etwas Papier oder Plastik verschlossen wird (vergleiche Verschluss von Schrotpatronen). Bei industriell hergestellte Platzpatronen wird das Hülsenende zusammengedrückt, enthalten aber immer noch kleine Partikel mit durchschlagender Wirkung.

### Unfälle
- Jon-Erik Hexum starb 1984 beim Filmdreh. Er zeigte einen leichtfertigen Umgang mit den Filmwaffen, und als Reaktion auf eine lange Drehpause hielt er sich den Revolver an die Schläfe. Dabei löste sich ein Schuss. Der Druck der Treibladung hat einen Splitter des Knochens gelöst, was zu einer tödlichen Hirnblutung führte
- Brandon Lee starb 1993 beim Filmdreh. Aus einer vorangegangenen Szene wurde ein Revolver verwendet, in dessen Lauf sich eine Kugel verfangen hatte (Rohrkrepierer). Die Treibladung einer nachfolgend eingelegten Platzpatrone führte zu einer tödlichen Schussabgabe.
- Ein Schüler starb 2015 vor einer Theatervorstellung in Washington County (Utah). Nach einem Knall wurde er mit einer Filmwaffe in der Hand aufgefunden. Die Platzpatrone hatte tödliche Verletzungen am Kopf verursacht.[4]
- Johann Ofner starb 2017 beim Videodreh. Er war Stuntdouble in einem Musikvideo, als eine abgesägte Schrotflinte auf ihn gerichtet und aus naher Entfernung abgefeuert wurde. Die Platzpatronen waren selbst hergestellt, wobei dem Waffenmeister nicht klar war, dass auf Menschen gezielt wird. Der Verschluss bewirkte tödliche Verletzungen in der Brust.[5]
- Bei einem Brauchtumsumzug in Tirol 2019 wurde eine Flinte mit Platzpatronen auf die Holzwand eines Umzugwagens abgefeuert. Mehrere Splitter lösten sich und verletzen drei Personen im Gesicht.[6]

## Rechtliches
Nach Anlage 1 zum deutschen Waffengesetz (WaffG) sind nach Unterabschnitt (3) „1.2 Kartuschenmunition (Hülsen mit Ladungen, die ein Geschoss nicht enthalten)“ und nach Unterabschnitt (1) „2.6 Schreckschusswaffen; dies sind Schusswaffen mit einem Kartuschenlager, die zum Abschießen von Kartuschenmunition bestimmt sind“.
Platzpatronen sind Kartuschenmunition.
Der Erwerb von Kartuschenmunition mit entsprechender PTB-Zulassung ist in Deutschland ab 18 Jahren möglich. Nicht PTB-zugelassene Kartuschenmunition (z. B. auch die abgebildete Manöverpatrone) fallen unter dieselben Erwerbsvoraussetzungen wie „scharfe“ Munition.